# Filmfare Award за лучшую операторскую работу
Filmfare Award за лучшую операторскую работу (англ. Filmfare Award for Best Cinematography) — ежегодная награда Filmfare Award с 1956 года.

## Победители и номинанты

### 1950-е
- 1955 Тара Датт — Чистильщики обуви
- 1956 Дварка Дивеча — Yasmin[англ.]*
- 1957 Радху Кармакар — Господин 420
- 1958 Фаредун А. Ирани — Мать Индия
- 1959 Дилип Гупта — Мадхумати

### 1960-е
- 1960 В. К. Мурти — Бумажные цветы
- 1961 Р. Д. Матхур — Великий Могол
- 1962 В. Баласахиб — Ганга и Джамна[англ.]
- 1963 В. К. Мурти — Господин, госпожа и слуга[англ.]
- 1964 Кришнарао Ваширда — Sehra[англ.]
- 1965 К. Х. Кападия (чёрно-белое кино) — Кто она такая?[англ.]
- 1966 Рамачандра (чёрно-белое кино) — Yaadein[англ.]
- 1967 Джайвант Патхаре (чёрно-белое кино) — Анупама[англ.]
- 1968 Джал Мистри[англ.] (чёрно-белое кино) — Мечты о весне[англ.]
- 1969 Нариман А. Ирани[англ.] (чёрно-белое кино) — Saraswatichandra[англ.]

### 1970-е
- 1970 Камал Бос[англ.] (чёрно-белое кино) — Anokhi Raat[англ.]
- 1971
  - Камал Бос[англ.] (чёрно-белое кино) — Молчание[англ.]
  - Джал Мистри[англ.] (цветное кино) — Heer Raanjha[англ.]
- 1972
  - Камал Бос[англ.] (чёрно-белое кино) — Стук в дверь[англ.]
  - Радху Кармакар[англ.] (цветное кино) — Моё имя Клоун
- 1973 П. Вайкунт — Зита и Гита
- 1974 Джал Мистри[англ.] — Jheel Ke Us Paar[англ.]
- 1975 А. Винсент  — Город любви
- 1976 Камал Бозе — Крёстный отец
- 1977 Фали Мистри — Факира
- 1978 Мунир Кхан — Мы не хуже других
- 1979 Радху Кармакар — Истина, любовь и красота

### 1980-е
- 1980 Говинд Нихалани — Безумие
- 1981 С.М. Анвар — Красивая жизнь
- 1982 Джал Мистри — Обратная сторона любви
- 1983 Джайвант Патхар — Несравненный
- 1984 Говинд Нихалани — Победитель
- 1985 П.Л. Радж — Прозрение
- 1986 С.М. Анвар — Море любви
- 1987 Не вручалась
- 1988 Не вручалась
- 1989 Киран Деоханс — Приговор

### 1990-е
- 1990 Манмохан Сингх — Чандни
- 1991 Раджан Котхари — Голубая река
- 1992 Радху Кармакар — Хенна
- 1993 С. Кумар — Muskurahat
- 1994 Манмохан Сингх — Жизнь под страхом
- 1995 Бинод Прадхан — Сага о любви
- 1996 Сантош Сиван — Сезон дождей
- 1997 Ашок Мехта — Королева бандитов
- 1998 Рави К. Чандран — Зов земли
- 1999 Сантош Сиван — Любовь с первого взгляда

### 2000-е
- 2000 Кабир Лал — Ритмы любви
- 2001 Башир Али — Отвергнутые
- 2002 Сантош Сиван — Император
- 2003 Бинод Прадхан — Девдас
- 2004 Асим Баджадж — Ночные откровения
- 2005 Кристофер Попп — Цель жизни
- 2006 Рави К. Чандран — Последняя надежда
- 2007 Бинод Прадхан — Цвет шафрана
  - Бобби Сингх — Гангстер
  - Жехангир Чаудхари — Тайные намерения
  - Моханан — Дон. Главарь мафии
  - Тассадук Хуссэйн — Омкара
- 2008 Судип Чаттерджи — Индия, вперёд!
- 2009 Джейсон Уэст — Играем рок!!

### 2010-е
- 2010 Раджив Рави — Дэв.Д
- 2011 Махендра Шетти — Полёт
- 2012 Carlos Catalan — Жизнь не может быть скучной!
- 2013 Setu — История
- 2014 Kamaljit Negi — Кафе «Мадрас»
- 2015 Бобби Сингх и Siddharth Diwan – Королева
  - Анил Мехта — В поисках Фэнни
  - Анил Мехта — Шоссе
  - Mohanan — Мисс Красотка
  - Artur Żurawski — Отважная
- 2016 Manu Anand — Моя невеста XXL
- 2017 Mitesh Mirchandani — Нирджа
- 2018 Sirsha Ray — Самоубийца
  - Jessica Lee Gagne и Pankaj Kumar — Папочка
  - Pankaj Kumar — Рангун
  - Рави Варма — Детектив Джагга
  - Swapnil S Sonawane — Ньютон